# Aviatik C.V
El Aviatik C.V fue un biplano experimental de reconocimiento alemán con una distintiva ala superior de gaviota, desarrollado durante la Primera Guerra Mundial. No debe confundirse con el DFW C.V, que fue construido bajo licencia por Aviatik como Aviatik C.VI.

## Diseño y desarrollo
Muchos biplanos del tipo C tardío diseñados por Aviatik no llegaron a producirse en masa. En 1917, sólo se construyó un prototipo del C.V, con el ala inferior unida al fuselaje, mientras que la superior era de gaviota, por lo que se mejoraba significativamente la visibilidad hacia delante, tanto del piloto como del observador.
El recubrimiento de la cola y el tren de aterrizaje eran casi idénticos a los del C.III, el motor era un Argus As.III de 180 hp cuidadosamente carenado y con cono de hélice y el armamento incluía una ametralladora fija LMG 08/15 de 7,92 mm disparando hacia delante y una ametralladora Parabellum LMG 14 de 7,92 mm en la torreta.
El modelo C.V se apartó de la práctica habitual en varios aspectos. Así, el arriostramiento del ala era inusual ya que no se empleaban cables. El par exterior de puntales entre planos estaban dispuestos en V, teniendo el plano inferior menor cuerda que el superior. El par más interior de puntales se extendía desde los extremos superiores del siguiente par hasta puntos cercanos a la parte inferior del fuselaje, mientras que un tercer puntal se inclinaba hacia atrás desde el puntal trasero y estaba anclado en su extremo inferior al fuselaje, a cierta distancia por detrás. Otra característica de este modelo era que la sección central del plano superior disminuía, en una forma no diferente a la empleada en el último Boulton and Paul Bourges. La finalidad de esta disposición era, indudablemente, proporcionar una mejor visibilidad y un sector de tiro más libre para el artillero. Por una u otra razón, el modelo no tuvo éxito.

## Especificaciones
Referencia datos: Sky Corner

### Características generales
- Tripulación: Dos (piloto y observador/artillero)
- Longitud: 7,80 m
- Envergadura: 13,26 m
- Altura: 3,23 m
- Superficie alar: 42,46 m²
- Peso vacío: 971 kg
- Peso cargado: 1427 kg
- Planta motriz: 1× motor lineal de seis cilindros refrigerado por líquido Argus As.III.
  - Potencia: 134 kW (180 hp)

### Rendimiento
- Velocidad nunca excedida (Vne): 154 km/h
- Velocidad crucero (Vc): 132 km/h
- Alcance: 3,3 h
- Techo de vuelo: 5000 m (16 400 pies)

### Armamento
- Ametralladoras: 

  - 1x LMG 08/15 de 7,92 mm fija de tiro frontal
  - 1x Parabellum LMG 14 de 7,92 mm orientable en cabina trasera
- Bombas: 

  - Hasta 60 kg